# 法定実効税率
法定実効税率（ほうていじっこうぜいりつ、英：normal effective statutory tax rate）とは、課税所得に対する法人税、住民税、事業税の表面税率に基づく所定の算定式による総合的な税率をさす。税効果会計における繰延税金資産、繰延税金負債は、一時差異に法定実効税率を乗じて算定される。

## 概要
本来であれば、法定実効税率は、法人税率、事業税率、住民税率を単純に合算した合計税率と一致するはずである。しかしながら、第一に、合計税率の構成主体のうち住民税の課税標準額は、課税所得ではなく法人税額を基礎としている（他の2者は課税所得を基礎としている）。第二に、法定実効税率の構成主体のうち、事業税は、支払事業年度の課税所得算定上損金算入が認められている。これら2点を勘案する必要があるため、実際の税負担率は単純合算値よりも小さくなる。
これらをふまえ、数式で表示すると、以下の算定式が導かれる。
合計税率 ＝ 法人税率 ＋ 法人税率 × 住民税率＋事業税率（住民税率は、法人税率を乗じた影響にとどまる）
法定実効税率 ＝ 合計税率 － 事業税率 × 法定実効税率（事業税率は、法定実効税率を割り引いた影響にとどまる）
法定実効税率 ＝ 〔法人税率×（1＋住民税率）＋事業税率〕÷（1＋事業税率）
例えば、表面税率が法人税率：30%　住民税率：17.3%　事業税率：9.6%の場合、法定実効税率は以下の数値となる。
法定実効税率 ＝ 〔0.3×（1＋0.173）＋0.096〕÷（1＋0.096）≒40.86%

## 法定実効税率と税効果会計適用後の法人税等負担率との不一致要因
理論上の法定実効税率と実際に企業の負担する税効果会計適用後の法人税等負担率は、大抵の場合一致しない。その要因は様々であるが、主な要因としては、以下のものがある。
1. 法定実効税率が課税所得を基礎とするのに対し、税効果会計適用後の法人税等負担率は企業会計上の税引前当期純利益を基礎としている。元々両者間では、交際費などの永久差異が一致しないため、差異原因となる。
2. 将来減算一時差異のうち、将来回収される可能性が低く、課税所得と対応させることができないスケジューリング不能な一時差異と判断される場合。繰延税金資産の計上が認められず、評価性引当額として控除されるため、永久差異と同様に両者間の差異原因となる。

## 諸外国の法定実効税率
日本国外と比較して、日本の法定実効税率は重く、付加価値税・消費税が軽いとする指摘がされている。財務省統計資料によると、日本の法定実効税率は2011年度までが40.69%、2012年度〜2013年度が38.01%、復興特別法人税終了後の2014年度以降は35.64%である。経団連は2012年に実効税率引き下げ、ヨーロッパのように法人税から消費税（付加価値税）へのシフトを要望している。
| 国名（州名）             | 法定実効税率 | 付加価値税（標準税率） |
| ------------------------ | ------------ | ---------------------- |
| 米国（ニューヨーク州）   | 45.67%       | 8.375%                 |
| 米国（カリフォルニア州） | 40.75%       | 10.75%                 |
| 日本                     | 35.64%       | 8%                     |
| フランス                 | 33.33%       | 19.6%                  |
| ドイツ                   | 29.55%       | 19%                    |
| 中国                     | 25.00%       | 17%                    |
| 韓国                     | 24.20%       | 10%                    |
| イギリス                 | 24.20%       | 20%                    |
| シンガポール             | 17.00%       | 7%                     |

EU加盟国間では、EU法の施行により間接税に関する標準税率を、原則15%以上とすることが求められている(ただし、デンマークを除いて広範囲な軽減税率を実施している)。また、インボイスを義務化している。したがって、租税負担を議論する際は、税引前利益にかかる法人税だけでなく、法人などの付加価値に対する課税である付加価値税（消費税）を含め、総合的に勘案する必要がある。また、高福祉の推進を国策とする国々（北欧等）では、税負担も相応に高くなる傾向があるため、税負担の国際比較を行う際には、各国の福祉・経済政策の両面を考慮する必要がある。また、EU諸国の付加価値税はデンマークを除いて複数税率であり、生活必需品には軽減税率（国によっては0%）が、贅沢品には加重税率が適用され、おおむね5段階となっている。日本においては、税負担の実質的軽減のためとして、消費税の複数税率化、つまり軽減税率を求める声は公明党を中心に成されている。